# 鳩山来留夫
鳩山 来留夫（はとやまくるお、1973年10月2日 - ）は、日本のお笑い芸人。茨城県出身。
たけし軍団団員。旧芸名は、ケン 鶴見（ケン つるみ）、阿部定 忠治（あべさだ ちゅうじ）を経て、鳩山由紀夫・第93代内閣総理大臣に容姿が似ていることから鳩山 来留夫（はとやま くるお）名義で活動、2010年6月には鵯 来留夫（ひよどり くるお）に改名するものの、2011年以降再び鳩山クルオで活動し、2018年3月にはまっく赤坂見附（まっくあかさかみつけ）に改名したことが明らかとなっている。
血液型はO型。身長は177cm。

## 人物
かつては、同じたけし軍団団員であるガンビーノ小林とのお笑いユニット『兄貴会』（2002年結成）で活動、当時の芸名は『ケン鶴見』。解散後、阿部定と国定忠治の名前を足した「阿部定忠治」の芸名でピン芸人として活動していた。芸人になる前、2001年頃まで地方競馬の競馬場で当時存在していた宇都宮競馬場で厩務員として勤務していた。尚、趣味は競馬である。
その後、鳩山由紀夫に容姿が似ていることから、「鳩山由紀夫のそっくりさん」としての活動を開始。2009年5月、民主党の代表選挙で鳩山由紀夫が選ばれた際、師匠・ビートたけしから鳩山由紀夫の格好をして来るように言われ、その格好でたけしの元へ現れた時に「今日からお前は鳩山来留夫だ」と言われ、改名が決まる。自らを「日本ハトポッポ党代表」と称して、たすきをかけた姿での演説風の漫談などを演じるようになった。
2009年6月には雑誌アサヒ芸能で取り上げられるが、「鳩山久留夫」と誤記される。7月3日には自分のブログにおいて「男35歳にして選挙は初めて」と記述。
2009年8月30日投票の第45回衆議院議員総選挙で鳩山由紀夫を代表とする民主党が過半数を大きく超える議席を獲得したことから、鳩山由紀夫そっくり芸人として取材が殺到した。選挙翌日の31日、麻生太郎首相（当時）の聖地と言われる秋葉原で演説風パフォーマンスを行った。鳩山由紀夫の第93代首相就任に伴って仕事が増えたこともあり、11月20日にはたけしより独り立ちを勧められ、2006年より勤めてきたたけしの付き人を卒業した。
同年9月16日にはサンケイスポーツの企画で、バラク・オバマアメリカ合衆国大統領に扮したデンジャラスのノッチと「日米首脳会談」を行った。同年のM-1グランプリには、「似幸（にゆき）夫人」（中島マリ）とのコンビ『鳩山夫妻』として出場（10月26日に1回戦出場、2回戦で敗退）。同年11月には、この鳩山夫妻の名義でのCD『恋の永田町』（C/W『鳩山音頭でポッポッポ』、両曲とも作詞はダンカン、作曲はグレート義太夫）を発売する。
2010年6月に、本家本元の鳩山由紀夫内閣総理大臣が退陣を表明した際に「鵯（ひよどり）を見た」ことを話した場面にちなみ、師匠のビートたけしから「お前は『鵯来留夫』に変えなさい」と言われたことを受け、6月5日に芸名を『鵯来留夫』（ひよどり・くるお）に改めることを表明。しかし需要が全くなかったことから2011年には『鳩山クルオ』に戻している。さらに2018年3月に入りビートたけしより、今後は『まっく赤坂見附』と名乗るよう通告され改名。マック赤坂からも許諾を得た。
2011年秋からは、同じたけし軍団でもある、ケンタエリザベス3世と、コンビヤチョウの会で活動中。

## 交友関係
民主党衆議院議員の渡辺周と交友関係があり、民主党への政権交代後に国会議事堂を案内してもらったことがあった。その時近くを歩いていた鳩山由紀夫に鳩山来留夫を紹介したが、お互い挨拶をしただけで公認まではもらえなかった。
2010年4月17日には、新宿御苑で行われた桜を見る会にも出席。鳩山由紀夫と握手を交わしたことが報道された。
現在、ビートたけしの付き人でもあるケンタエリザベス3世とは大変仲が良く、週に2回は必ず飲みに行き、自身のブログにもたまに登場している。
ペアを組んでトークライブやコントライブも定期的に行われている。

## 出演

### テレビドラマ
- 美人探偵M 第11～13話 (TOKYO MX、 2012年2月19日/26日/3月4日) - 秘書 役(鳩山来留夫名義)

### バラエティ
- 爆笑オンエアバトル（NHK総合） - 2007年2月23日、「兄貴会」時代に出場。OA率 0/1
- たけスポ（テレビ朝日）
- 情報7days ニュースキャスター（TBS）
- アッコにおまかせ!（TBS） - 「おまかせ政治レポーター」として不定期出演
- 中居正広の金曜日のスマたちへ（TBS）- 2010年に鳩山由紀夫が総理大臣辞任後に、鳥島でアホウドリ保護プロジェクトに駒田健吾（TBSアナウンサー）と共に参加。
- たけしのコマネチ大学数学科（フジテレビ）
- ビートたけしのTVタックル（テレビ朝日）
- おもいッきりDON!（日本テレビ）
- 奇跡体験!アンビリバボー（フジテレビ）
- イブニングワイド（TBS）
- アリなし〜アリケン★ゴールデンスタジアム〜（テレビ東京）- 2011年5月21日
- ビートたけしの絶対見ちゃいけないTVシリーズ（TBS）
- 有吉ジャポン （TBS）- 2015年2月27日、顔が有吉弘行にも似てるということから、MCを勤める有吉本人の前でモノマネを披露。本人から公認を貰うも肝心のモノマネはスベってしまったため、有吉の投げやりな感じでの公認となった。[15]

### 映画
- アキレスと亀（2008年 北野武監督）
- 実録マフィアンヤクザ 劇場版 PUBLICENEMIES（2012年） - 売人

### Vシネマ
- ピストル楊（2012年）
- 実録マフィアンヤクザVI UNDERWORLD（2013年） - 加賀美ミネラル被害者

### 舞台・ライブ
- オフィス北野ライブ
- 雷ライブ（浅草東洋館）

### 雑誌
- FAMOSO（ビートたけし・所ジョージ責任編集のパロディ雑誌）第2号（2009年8月3日発行） - 所ジョージと鳩山由紀夫が対談するという設定

### インターネット
- フォレスト・エコ（株式会社イメンス）

## 家族
2009年11月3日に子供が生まれる。
2011年1月4日に離婚届を提出。